# Ludwig Hess (Kupferstecher)
Ludwig Hess (auch Heß), auch Christian Carl Ludwig Hess genannt (* 8. Januar 1776 in Weißenfels; † 13. Februar 1853 in Jena) war ein deutscher Kupferstecher.

## Leben
Ludwig Hess war ein Sohn des akademischen Tanzlehrers Johann Christoph Hess (* 23. September 1755 in Weimar; † 7. Dezember 1829 in Jena) und seiner ersten Ehefrau Johanna Maria geb. Baumann († 30. September 1782 in Jena).
Hess lernte bei dem Maler und Zeichenlehrer Christian Gotthilf Immanuel Oehme (1759–1832) in Jena und an der Fürstlichen freien Zeichenschule in  Weimar bei Georg Melchior Kraus und Johann Heinrich Meyer. Einige Jahre war er Mitarbeiter von Bertuchs Geographischem Institut in Weimar. Dort erlernte er auch die Kupferstecherei.
Spätestens ab 1810 wohnte Hess nicht mehr in Weimar, sondern in Jena als Hausgenosse von dem Kirchenrat Gabler, dem Medizinprofessor Oken und dem Philosophieprofessor und (ab Ende 1810) Universitätsbibliothekar G. G. Güldenapfel, der seit 1803 mit Ludwigs Schwester Johannette (1777‒1853) verheiratet war. Ludwig Hess heiratete am 18. November 1811 Christiane Caroline Ebeling (1780‒1830). Das Paar behielt in den ersten Ehejahren die Wohnung bei. Unter Güldenapfels Vermittlung wurde Hess 1813 an der Universität als Lehrer für die Kupferstecherei angestellt. Güldenapfel vermittelte auch im Herbst 1820 eine Honorartätigkeit als Bibliotheksschreiber.
In seiner eigenen Produktion spezialisierte sich Hess auf Ansichten aus Jena und Umgebung als Stammbuchblätter, die in studentische Stammbücher eingelegt oder eingebunden wurden. Er hatte über 90 Motive in seinem Bestand, die er als Andenkenblätter an die Studenten verkaufte. Daneben schuf Hess auch größere Blätter landschaftlichen Inhaltes, hauptsächlich aus Jena und Umgegend, sowie Professoren-Porträts. Auch im Gothaischen Hofkalender finden sich Stiche von ihm.
Hess betrieb (wohl etwa ab 1835) eine Druckanstalt, besonders für Lithographien. Die Werkstatt wurde nach seinem Tod aufgelöst.
Nach dem Tod seiner ersten Frau heiratete Hess im Dezember 1830 Clara Amalia Friderike Gräfe aus Hof († 15. September 1846 in Jena). 1831 wurde die Tochter Friederike Wilhelmine Louise geboren, 1833 die Tochter Rosalie Charlotte Theodore, 1834 der Sohn Christian Friedrich Georg Rudolph. Dieser wurde Lithograph in Linz.

## Werke

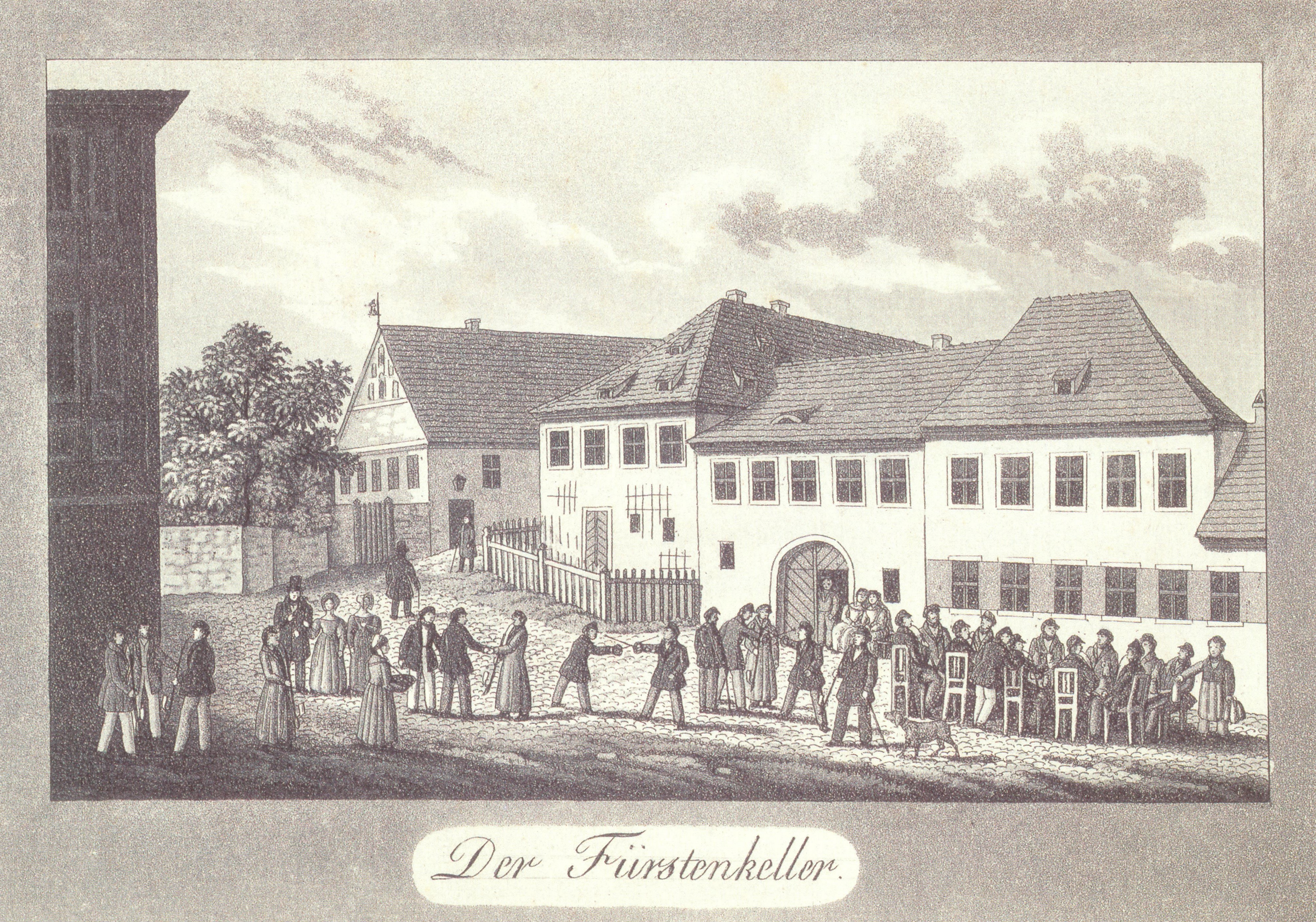
Der Fürstenkeller in Jena

Arbeiten von Ludwig Hess sind zum großen Teil im Stadtmuseum Jena vertreten.
Auswahl-Ausgaben
- Jena – das liebe närrische Nest. Ein Bilderbuch aus der Zeit Goethes und Schillers. Mit Stichen von Christian Ludwig Heß. Einführung und Bilderläuterungen von Herbert Koch. Hrsg. Deutscher Kulturbund Jena. Kommissionsverlag Max Keßler, Jena o. J. [1959]. (81 Seiten, 70 Abbildungen.) (2. Auflage Jena 1969.)
  - 3., neubearbeitete Auflage: Einführung und Bilderläuterungen neu bearbeitet von Ilse Knoll. Hrsg.: Stadtmuseum Jena. Auslieferung Max Keßler, Jena. o. J. [1971?]. (85 Seiten, 66 Abbildungen.)
- Bilder von Jena aus der Zeit Goethes und Schillers. [Stammbuchblätter von Christian Carl Ludwig Hess.] Zusammengestellt, herausgegeben und mit einem Nachwort versehen von Birgitt Hellmann. Vopelius, Jena 2007. ISBN 978-3-939718-01-7.